# 140 New Montgomery
140 New Montgomery Street (originalmente conocido como The Pacific Telephone & Telegraph Company Building y, después de 1984, como The Pacific Bell Building o The PacBell Building) es un rascacielos de oficinas de estilo art déco y uso mixto situado en el distrito South of Market de la ciudad San Francisco, en el estado de California (Estados Unidos). Está ubicado cerca a la Torre del Museo St. Regis y al Museo de Arte Moderno de San Francisco.
El edificio de 140,21 metros y 26 pisos fue diseñado para reunir en una sede moderna las operaciones dispersas en numerosos edificios más pequeños y oobsoletos de la The Pacific Telephone & Telegraph Co. Como resultado, la compañía lo designó Oficinas de la División Costera de Pacific Telephone & Telegraph Co. aunque se le conoce coloquialmente como The Telephone Building. Cuando se inauguró el 30 de mayo de 1925, fue el primer rascacielos significativo de San Francisco, y fue su edificio más alti hasta que el Russ Building lo empató en 1927. Fue el primer rascacielos al sur de Market Street y junto con el Russ siguió siendo el más alto de la ciudad hasta que ambos fueron superado por el 650 California Street de 142 metros en 1964. Fue el primer rascacielos ubicado en la Costa Oeste en ser ocupado por un solo inquilino. En la actualidd es el 50° edificio más alto de la ciudad.
AT&T lo vendió en 2007 y desde  2013 la empresa de Internet Yelp es la principal inquilina.

## Construcción e inquilino original
El edificio telefónico original de ladrillo y concreto de 4 pisos del sitio fue destruido por un incendio en 1906. La construcción del 140 New Montgomery comenzó el día de Año Nuevo, el 1 de enero de 1924. Con capacidad para 200 empleados, este permitió albergar hasta a 600 empleados que previamente estaban disgregados en ocho edificaciones. Fue diseñado por Timothy L. Pflueger  en un estilo influenciado por el diseño sin realizar de Eliel Saarinen para la Tribune Tower en Chicago.
En el momento de su construcción, albergaba a The Pacific Telephone & Telegraph Co., miembro del Bell System. El edificio alguna vez tuvo un motivo de campana en muchos lugares de su fachada, sobre todo rodeando el arco sobre las puertas de entrada principal en New Montgomery Street. Después de la ruptura del Sistema Bell (AT&T) en 1984, y la formación de las Compañías Operativas Regionales de Bell, también conocidas como Baby Bells, Pacific Telephone cambió su nombre a Pacific Bell.
Las ocho águilas originales de terracota (cada una de 4 m de altura) que había en el parapeto superior se quitaron en la década de 1950. Tiene una planta en forma de L y la arquitectura incorpora focos decorativos para mostrar la ornamentación de terracota del exterior día y noche.
En 1929, Winston Churchill visitó el edificio e hizo su primera llamada telefónica transatlántica, cuando se comunicó con su casa de Londres.
Durante 44 años hasta 1978, la parte superior del techo se usó para transmitir advertencias oficiales de tormenta a los marineros bajo la dirección del Servicio Meteorológico Nacional, en forma de una bandera roja triangular de 7,6 metros de largo durante el día, y una luz roja por la noche.

## En elsigloXXI
En 2007, AT&T vendió el edificio PacBell a Stockbridge Capital Group y Wilson Meany Sullivan por 118 millones de dólares. En 2008, los nuevos propietarios presentaron planes para convertir la torre en 118 condominios de lujo. Sin embargo, esos planes se suspendieron durante la crisis financiera de 2008 y el edificio permaneció vacío durante casi seis años.
Tras un aumento en la demanda de oficinas en 2010-2011, Wilson Meany Sullivan cambió los planes de nuevo. Los trabajos de renovación importantes comenzaron en febrero de 2012, para mejorar el rendimiento sísmico del edificio, instalar sistemas mecánicos, eléctricos, de plomería y rociadores contra incendios completamente nuevos, y preservar y restaurar el vestíbulo histórico del edificio, a un costo estimado de 80 a 100 millones de dólares. En 2012, Yelp anunció que había firmado un contrato de arrendamiento de los 9.300 m² de espacio de oficinas del edificio hasta 2020. Después de dos expansiones, la compañía tenía un total de casi 14.000 m² en 13 pisos en el otoño de 2015.
En abril de 2016, Pembroke Real Estate Inc., un REIT con sede en Boston, adquirió 140 New Montgomery como parte de su cartera, su segunda adquisición en San Francisco. Según los registros de propiedad, Pembroke pagó 284 millones de dólares por el edificio.

## Galería

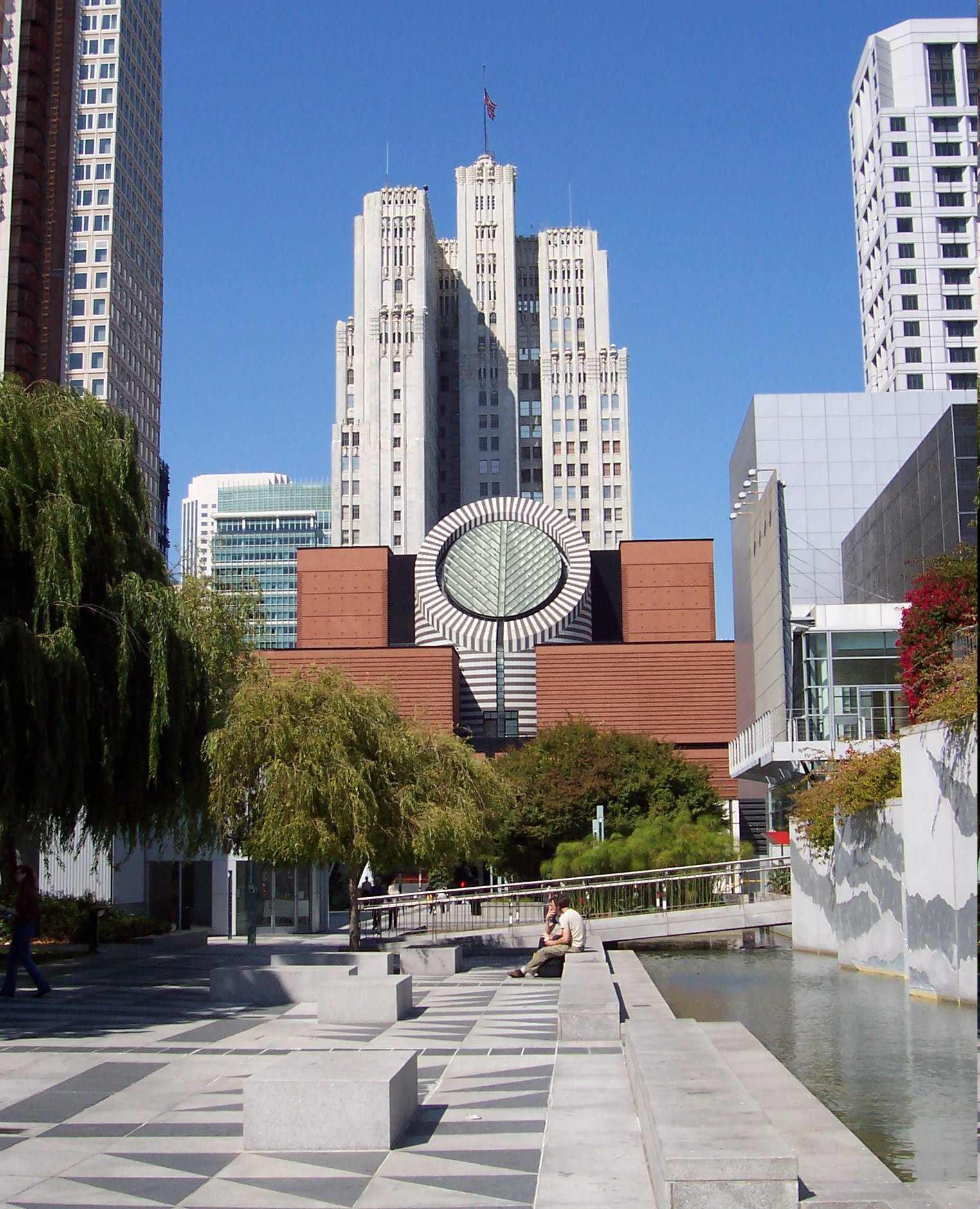
Vista desde el SFMOMA
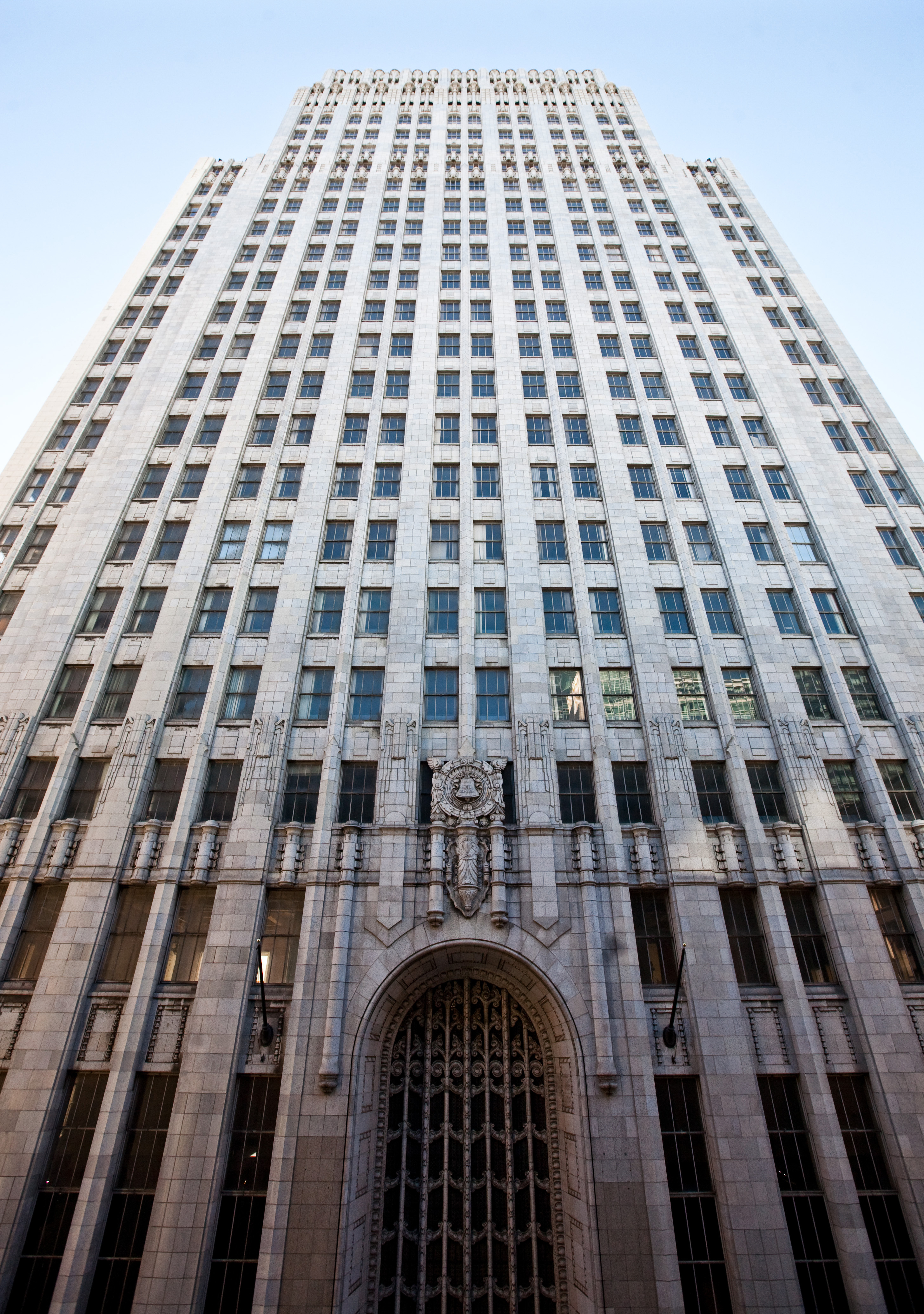
Fachada
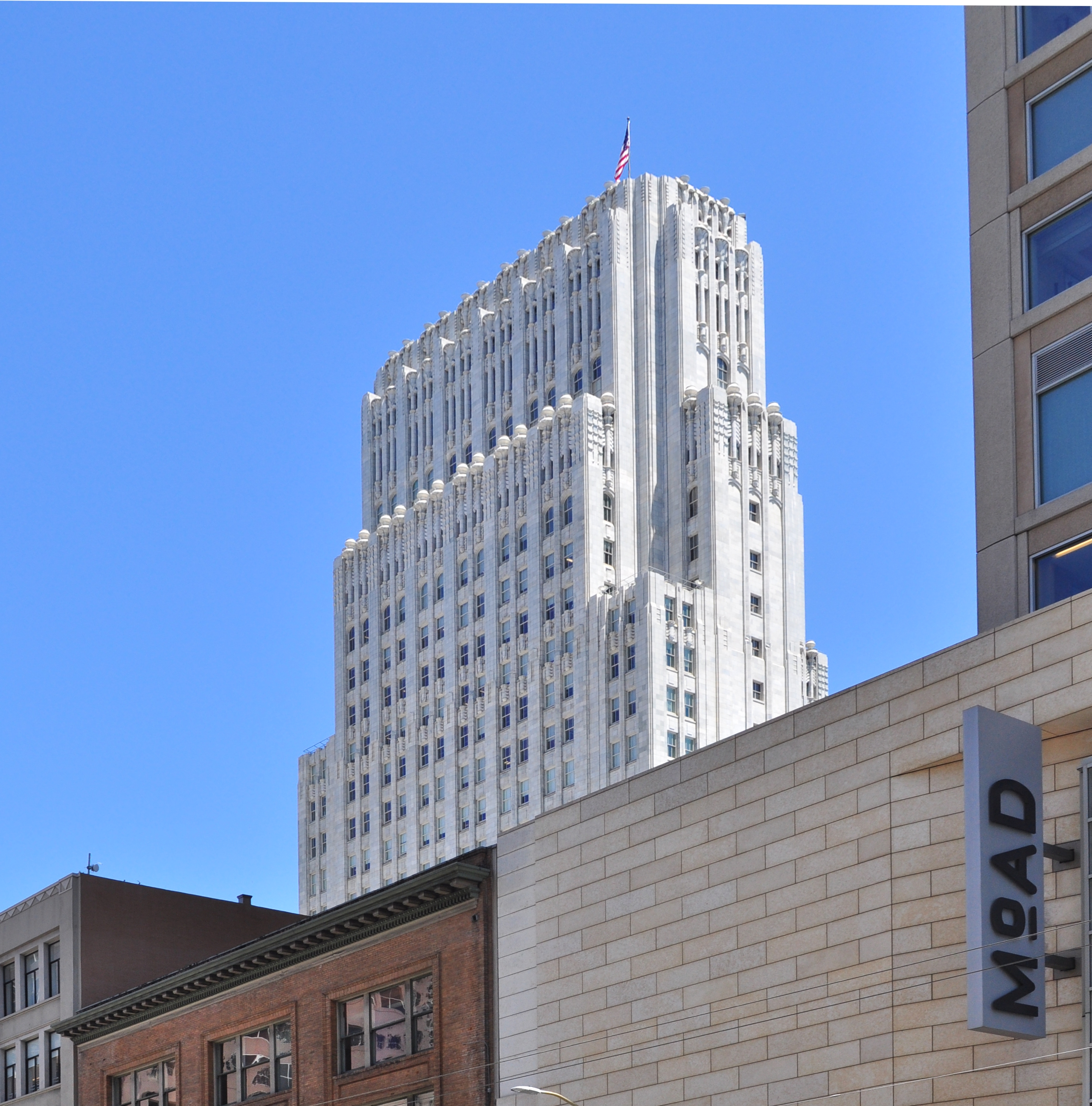
Vista desde Market Street
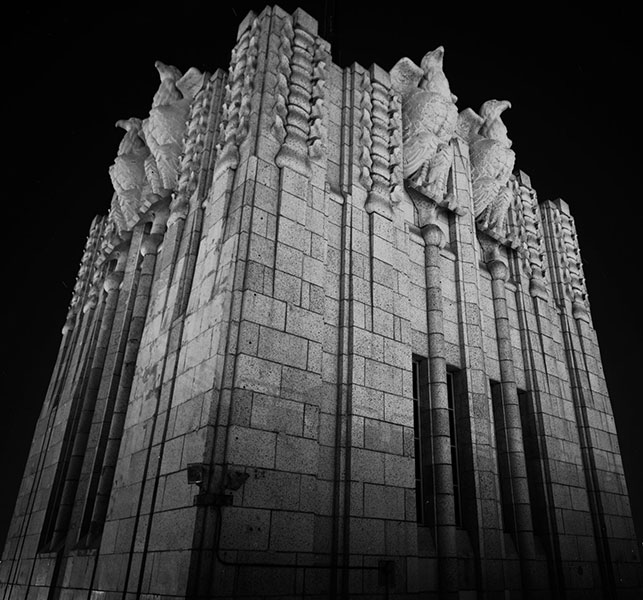
Esculturas arquitectónicas
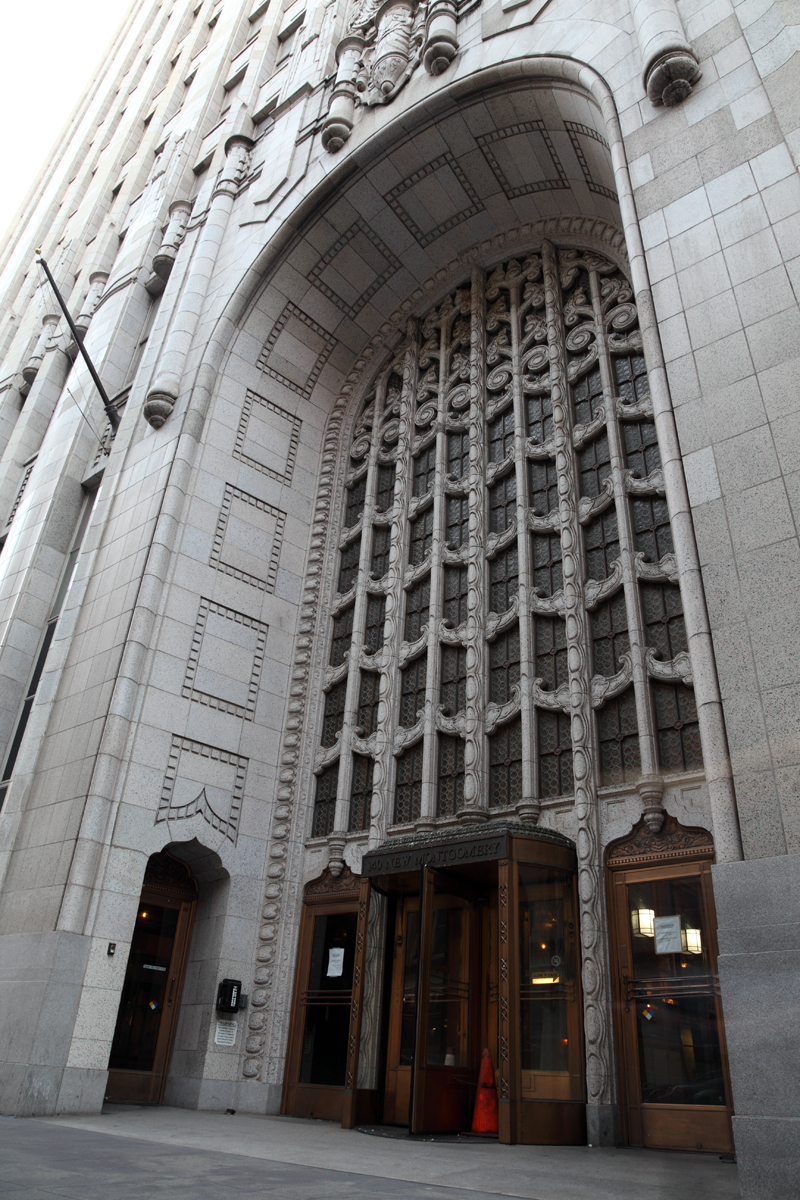
Entrada monumental
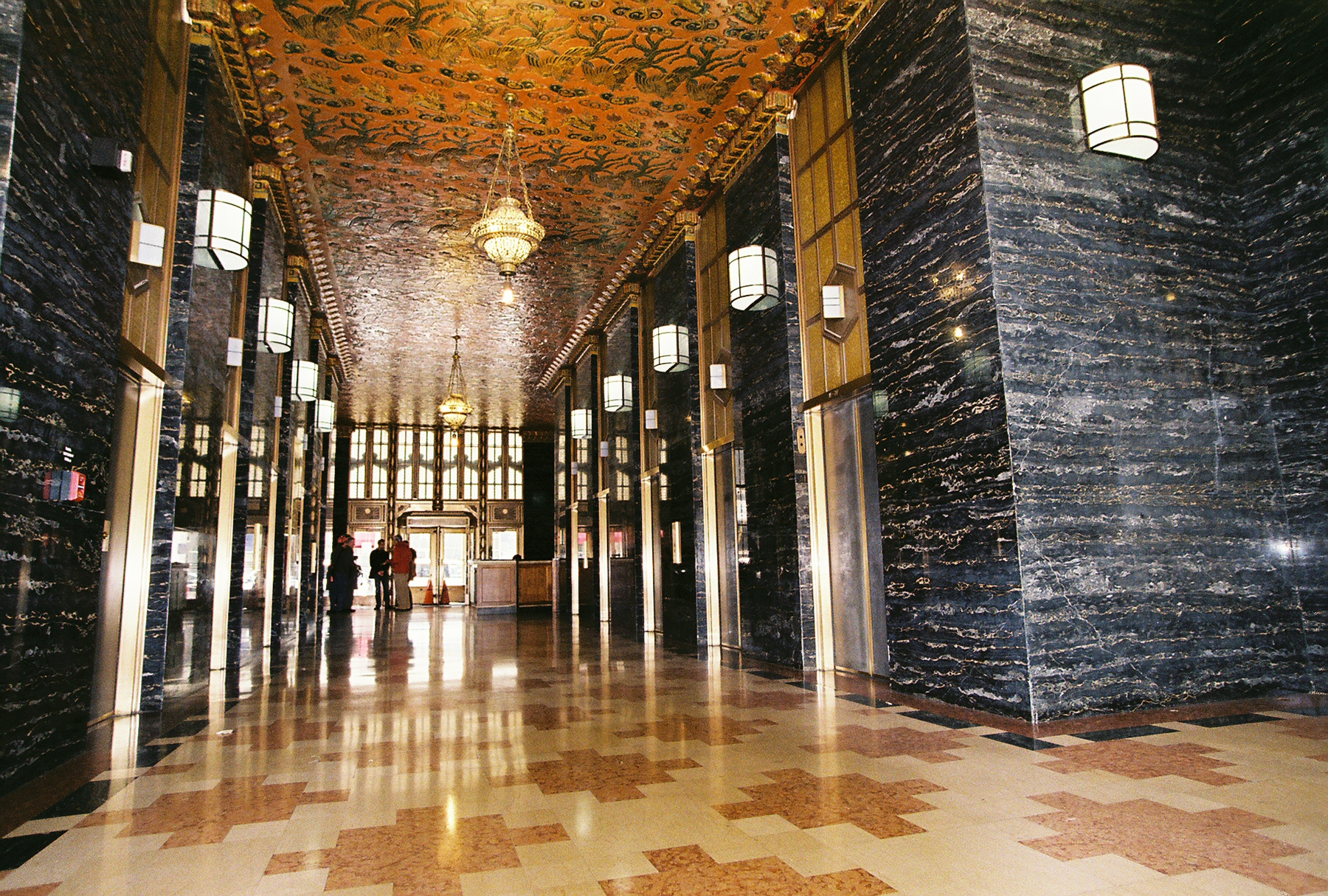
Vestíbulo histórico
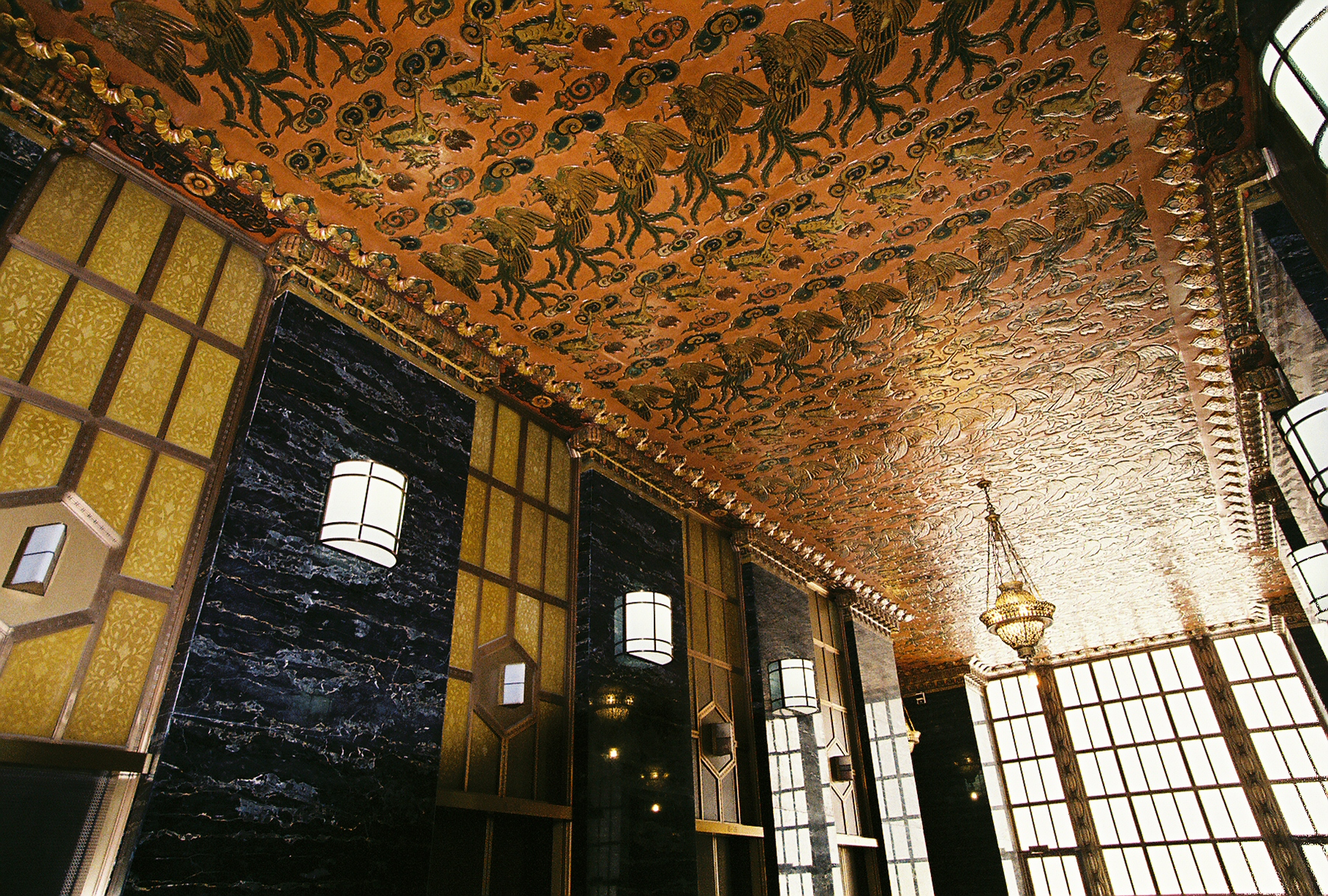
Decoración del vestíbulo